# تمييز على أساس التوجه الجنسي

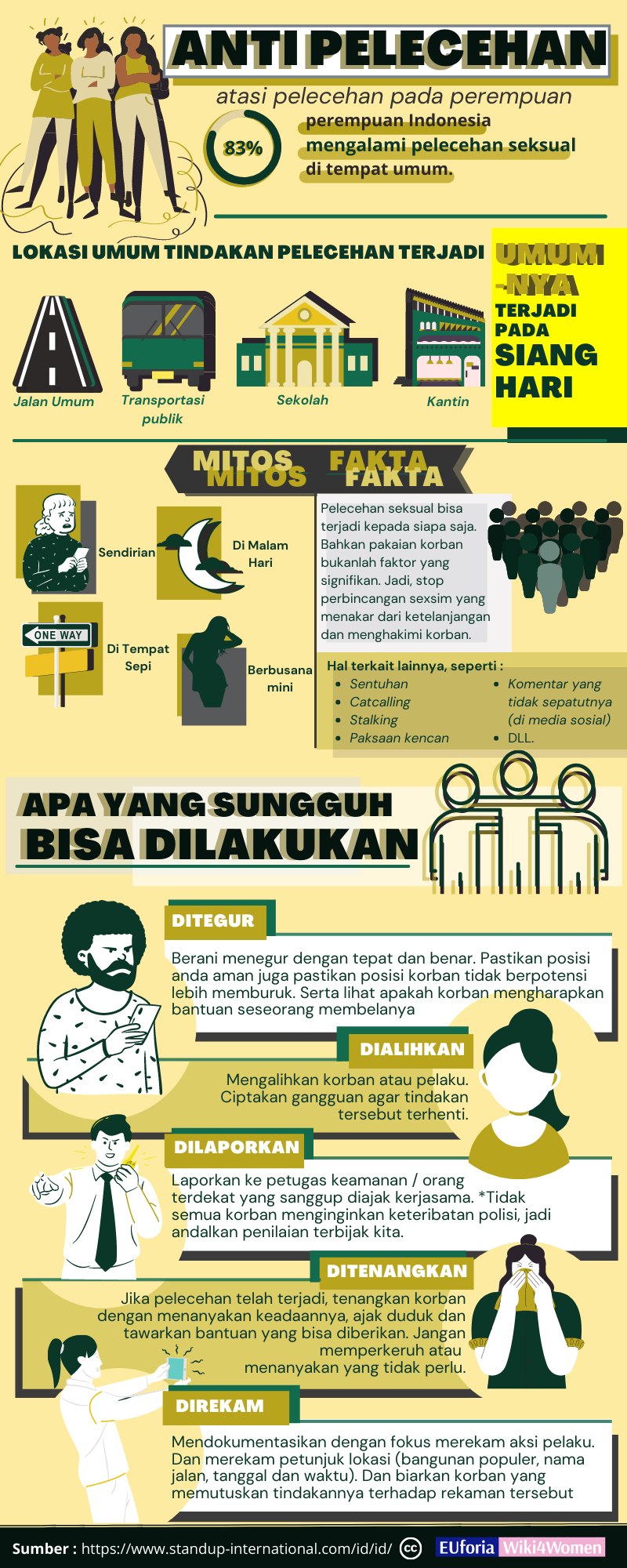
مجموعة من عمليات بيع المنتجات الجنسية التي تم إجراؤها من خلال التمييز الجنسي.

التمييز على أساس التوجه الجنسي (في الإنجليزية: Sexual Orientation Discrimination)، أو التحيز ضد ميول جنسية معينة، ويطلق عليه في الإنجليزية أحيانًا مصطلح (Sexualism)، وهو نوع من أنواع التمييز القائم على أساس التوجه الجنسي و/أو السلوك الجنسي، وذلك يعني معاملة الفرد –أو المجموعات- بشكل مختلف أو مضايقته اعتمادًا على توجهه الجنسي الحقيقي أو المتوقع، وهذا يتضمن التمييز ضد الأشخاص من جميع التوجهات الجنسية؛ مغايري الجنس، مثليي الجنس، مزدوجي الجنس، وغيرهم.

## الانحياز الجنسي
غالبًا ما يأتي التمييز على أساس التوجه الجنسي في سياق قوانين العمل، وعادةً يشير هذا المصطلح إلى الميل نحو الأشخاص مغايري الجنس، والتحيز ضد المثليين والمثليات ومزدوجي الجنس من بين آخرين، ومع ذلك يمكن أن يُمَارَس التحيز ضد مغايري الجنس.
يوجد مصطلح آخر مرتبط بالتمييز على أساس التوجه الجنسي، هو «التحامل الجنسي» الذي يشير إلى الموقف والتوجه السلبي الذي يواجهه الشخص بسبب ميوله أو توجهاته الجنسية.
يختلف الانحياز هنا عن رهاب المثلية (الهوموفوبيا) -الخوف من المثليين- الذي يُعرَّف بكونه احتقار وتحامل وكره للأشخاص الذين ينتمون إلى مجتمع الميم (إل جي بي تي- LGBT)، فالتمييز على أساس التوجه الجنسي يعني الانحياز لصالح أو ضد توجه جنسي معين.
يشير مصطلح "Heterosexism" بمعنى «الانحياز لصالح المغايرين جنسيًا» إلى أنّ الانحياز لا يأتي من الفرد بحد ذاته –أي أنه غير نابع من شخص مفرد، وإنما له أساس ثقافي وبيولوجي أوسع، ينتج عنه مواقف وتوجهات تصب في صالح الأشخاص المغايرين جنسيًا دون باقي الميول الجنسية الأخرى، ويعتبر الانحياز لصالح المغايرين جنسيًا أحد أشكال العنف الهيكلي.
يوجد تعريف آخر سابق لمصطلح "Sexualism"، مفاده أنّه اعتقاد أو حجة تدّعي تفوق توجه أو سلوك جنسي معين على بعض أو كل التوجهات الجنسية الأخرى، وغالبًا ما يتم اعتبار المغايرة الجنسية على أنها السلوك أو الميل الجنسي الطبيعي والعادي والأخلاقي الوحيد، كذلك استُخدم هذا المصطلح للإشارة إلى تأثيرات هذه الغريزة، وقد اقتُرِح استخدام مصطلح «الانحياز لصالح مغايري الجنس» ليعني أساسًا المعنى نفسه لهذا الشكل من التمييز على أساس التوجه الجنسي.
```
كما اقتُرِح استخدام هذا المصطلح كبديل لمصطلح رهاب المثلية، وذلك يعود جزئيًا لاستخدامه هيكلًا موازيًا للتمييز على أساس الجنس (Sexism) وللتمييز على أساس العرق (Racism)، ولكن القصد من اصطلاح «الانحياز لصالح مغايري الجنس» هو تَقَصّي الانحياز الثقافي ضد غير المغايرين جنسيًا عوضًا عن الانحياز الفردي –الأمر الذي يركز عليه رهاب المثلية، وكذلك الآثار السلبية لمعيارية المغايرة على الأشخاص المغايرين جنسيًا.
```

لا ينبغي الخلط بين مصطلح المركزية الغيرية (Heterocentrism) –وهو افتراض غير واعي غالبًا بأنّ كل شخص هو مغاير جنسيًا- وبين التوجهات والمواقف الناجمة عن هذا الافتراض، وفي نظرية أحرار الجنس (Queer Theory)، يرتبط مصطلح المركزية الغيرية ارتباطًا وثيقًا بمعيارية المغايرة (Heteronormativity).

## الجنسانية/الطبيعة الجنسية
استُخدِم مصطلح "Sexualism" -الذي يعني هنا التحيز على أساس الميل الجنسي- سابقًا في الأدب للإشارة إلى طبيعة الفرد الجنسية، ووضع بالاعتماد على هذا الاستخدام مصطلح "Pansexualism" بمعنى «الجامعة الجنسية» الذي بدأ يشاهد بشكل خاص في التحليل النفسي في بدايات القرن العشرين، والذي يعني الانجذاب نحو الشخص بغض النظر عن جنسه أو جندره.
وكذلك وضعت المصطلحات "Homosexualism" للمثلية الجنسية و"Bisexualism" للازدواجية الجنسية بالاعتماد على هذا الاستخدام، كما أنها كانت تستخدم بشكل شائع قبل التبني العام لمصطلحات "Homosexuality" و"Bisexuality"، ومع ذلك لا يزال مصطلح "Sexualism" يستخدم في الوقت الحالي، ولكنه غالبًا ما يكون جزء من مصطلح مركب، مثل مصطلح "Antisexualism" الذي يعنى معاداة أو معارضة الجنسانية والسلوك الجنسي.

## الأمم المتحدة
تبذل الأمم المتحدة جهودًا عديدة لمكافحة التمييز القائم على أساس الميول الجنسية والهوية الجنسية، فالاتجاهات المعادية للمثليين والكارهة لمغايري الهوية الجنسية الراسخة بعمق، وافتقاد الحماية القانونية اللازمة ضد التمييز على أساس الميل الجنسي والهوية الجنسية، تُعرِّض الكثير من المثليات والمثليين ومزدوجي الميول الجنسية ومغايري الهوية الجنسية من جميع الأعمار وفي جميع أقاليم العالم لانتهاكاتٍ فظيعةٍ لحقوقهم الإنسانية، حيث يجري التمييز ضدهم في سوق العمل وفي المدارس وفي المستشفيات، وتَعْمَد أسرهم إلى إساءة معاملتهم والتبرؤ منهم، كما يتعرضون دون غيرهم للاعتداءات البدنية –الضرب والاعتداء الجنسي، فضلًا عن التعذيب والقتل، وفي زهاء 76 بلدًا، تُجرِّم القوانين التمييزية العلاقات الخاصة التي تتم بالتراضي بين الأفراد الذين ينتمون لنفس الجنس، مما يُعرِّض هؤلاء الأفراد لمخاطر الاعتقال والمحاكمة والسجن، بل ولعقوبة الإعدام في خمس بلدان على الأقل.
إن حماية المثليات والمثليين ومزدوجي الميول الجنسية ومغايري الهوية الجنسية من العنف والتمييز لا تتطلب إيجاد مجموعة جديدة من الحقوق الخاصة بهم، ولا تتطلب إنشاء معايير دولية جديدة لحقوق الإنسان، كما أن الالتزامات القانونية للدول بحماية حقوق الإنسان الخاصة بالمثليات والمثليين ومزدوجي الميل الجنسي ومغايري الهوية الجنسية راسخة تمامًا في القانون الدولي لحقوق الإنسان استنادًا إلى الإعلان العالمي لحقوق الإنسان والمعاهدات الدولية لحقوق الإنسان الموافق عليها، فجميع الناس، بغض النظر عن جنسهم أو ميولهم الجنسية أو هويتهم الجنسية، لهم الحق في التمتع بأوجه الحماية التي ينص عليها القانون الدولي لحقوق الإنسان، بما في ذلك احترام حق الفرد في الحياة وفي الأمان على شخصه وخصوصيته، والحق في عدم الخضوع للتعذيب والاعتقال والاحتجاز التعسفي، والحق في عدم التعرض للتمييز، والحق في حرية الرأي وحرية الاشتراك في الجمعيات والتجمعات السلمية.
تشمل الالتزامات القانونية الدولية الرئيسية لحماية حقوق الإنسان الخاصة بالمثليات والمثليين ومزدوجي الميل الجنسي ومغايري الهوية الجنسية ما يلي:
- حماية الأفراد من العنف القائم على معاداة المثليين وكراهية مغايري الهوية الجنسية.
- منع التعذيب والمعاملة القاسية واللاإنسانية أو المهينة للكرامة.
- إبطال القوانين التي تجرم المثلية الجنسية.
- حظر التمييز على أساس الميول الجنسية والهوية الجنسية.
- حماية حرية الرأي والاشتراك في الجمعيات والتجمعات السلمية لجميع المثليات والمثليين ومزدوجي الميل الجنسي ومغايري الهوية الجنسية.